# 博阿奥拉
博阿奥拉（葡萄牙語：Boa Hora）是巴西皮奥伊州的一个市镇。总面积335.747平方公里，总人口6075人，人口密度18.1人/平方公里。